# Limopsis marerubra
Limopsis marerubra is een tweekleppigensoort uit de familie van de Limopsidae. De wetenschappelijke naam van de soort is voor het eerst geldig gepubliceerd in 2000 door Oliver & Zuschin.